# چترها

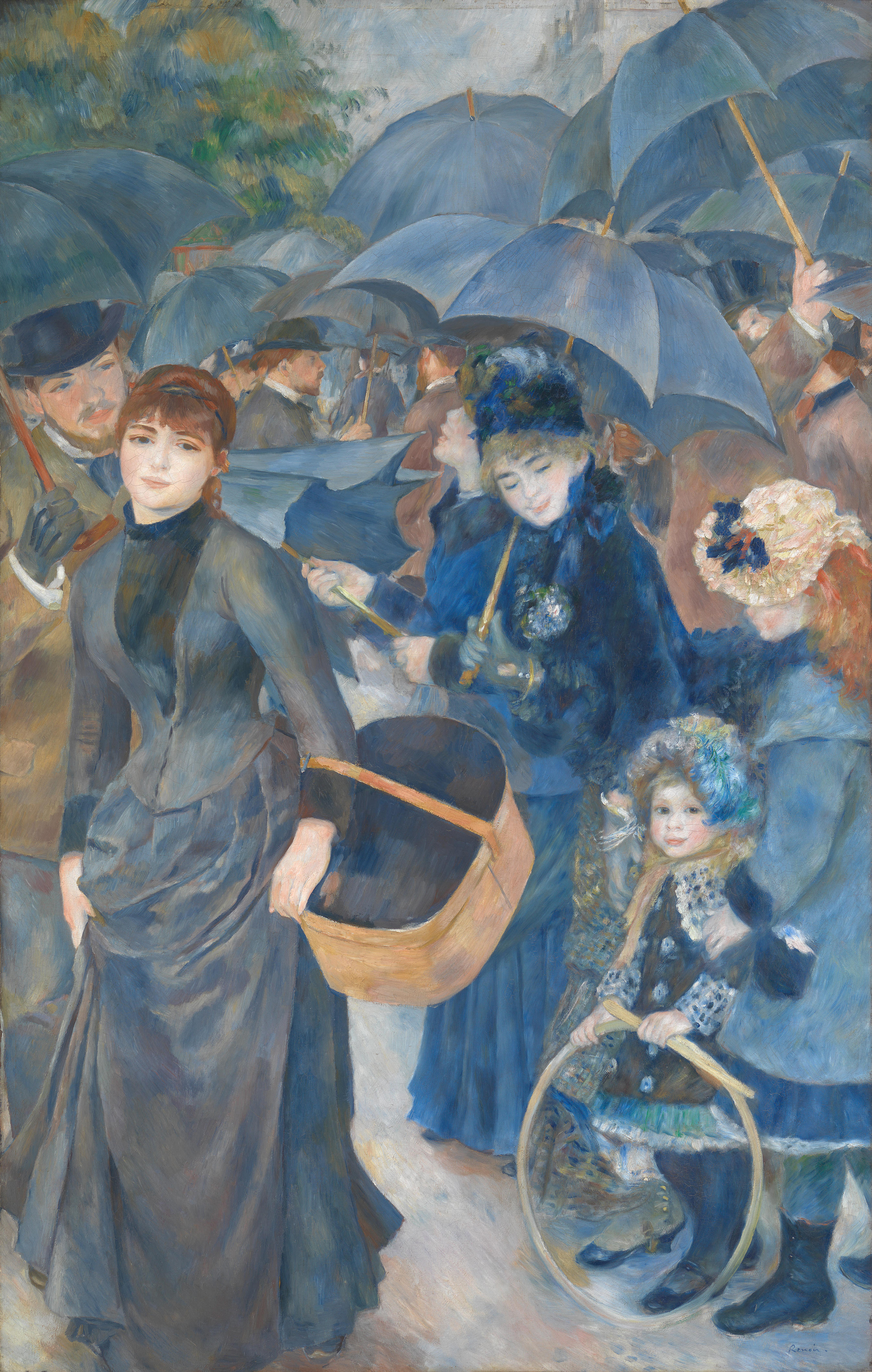
چترها

چترها(به فرانسوی: Les Parapluies) یک نقاشی رنگ روغن روی بوم است که توسط پیر آگوست رنوآر، در دو مرحله در ۱۸۸۰ کشیده شده‌است. نقاشی به عنوان قسمتی از میراث هوگو لین متعلق به نگارخانه ملی لندن بود. اما به‌طور متناوب در لندن و گالری هوگو لین در شهر دوبلین به نمایش درآمد. در ماه مه ۲۰۱۳، برای دوره شش ساله به دوبلین برگشت.
این نقاشی ۱۸۰٫۳ سانتیمتر (۷۱٫۰ اینچ) ارتفاع و ۱۱۴٫۹ سانتیمتر (۴۵٫۲ اینچ) عرض داردو صحنه خیابان شلوغی را در پاریس نشان می‌دهد که بیشتر مردم در برابر باران از چتر استفاده کرده‌اند. در سمت راست مادری ، به دخترانش نگاه می‌کند، که برای گردش بعدازظهر مطابق رسم معمول سال ۱۸۸۱ لباس پوشیده‌اند. او با بستن یا باز کردن چتر که نشان می‌دهد باران در حال شروع یا توقف است، مانع دیده شدن زن پشت سرش شده‌است. چهره مؤنث اصلی در سمت چپ قاب، دستیار کلاهدوز یا طراح لباس مدل رنوآر عاشق و موضوع اغلب نقاشی‌های او، سوزانا والدن است. او دامن لباسش را با دست بالا گرفته تا گِلی و خیس نشود. او کیفی پر از کلاه را حمل می‌کند، اما هیچ کلاهی، یا بارانی یا چتری ندارد.
یک مرد جوان قوی و ریشو به نظر می‌رسد قصد نامزدی با او را دارد، شاید او را به زیر چترش دعوت کند. زن و یکی از دو دختر سمت راست که در دستش یک حلقه و چوب دارد، به بیننده نگاه می‌کنند، در حالیکه بیشتر افراد دیگر به دنبال کارشان هستند. برخلاف معمول تأکید نقاشی روی مرکز آن نیست؛ و بیشتر چهره‌های موجود، اگر نقاشی یک عکس بود، توسط قاب بریده شده‌اند. نقاشی طبیعی به نظر می‌رسد. اما زاویه‌های چترها با دقت طراحی شده‌است تا شکل هندسی داشته باشند، با تکنیک تأثیرپذیری متقابل و واسط گرافیکی کاربر چهره‌های اصلی و حلقه موجود در دست دختربچه عناصر مدور به نقاشی اضافه کرده‌است. رنگ‌ها بیشتر آبی و خاکستری هستند: طرحی از چتر سراسر سمت بالای نقاشی سایبان شده‌است و لباسها و کت‌های مردم را پوشانده است.